# Birutė Šakickienė
Birutė Šakickienė, nekdanja litvanska veslačica, * 26. november 1968
Na Poletnih olimpijskih igrah 2000 v Sydneyju je v dvojnem dvojcu osvojila bronasto medaljo za Litvo..